# Problepsis rorida
Problepsis rorida är en fjärilsart som beskrevs av Louis Beethoven Prout 1932. Problepsis rorida ingår i släktet Problepsis och familjen mätare. Inga underarter finns listade i Catalogue of Life.